# Liste der Monuments historiques in Cast (Finistère)
Die Liste der Monuments historiques in Cast (Finistère) führt die Monuments historiques in der französischen Gemeinde Cast auf.

## Liste der Bauwerke
| Bezeichnung      | Beschreibung              | Standort                  | Kennzeichnung | Schutzstatus | Datum | Bild           |
| ---------------- | ------------------------- | ------------------------- | ------------- | ------------ | ----- | -------------- |
| Kirche St-Jérôme | Erbaut im 15. Jahrhundert | Place Saint-Hubert (Lage) | PA00089866    | Classé       | 1916  | weitere Bilder |

## Liste der Objekte

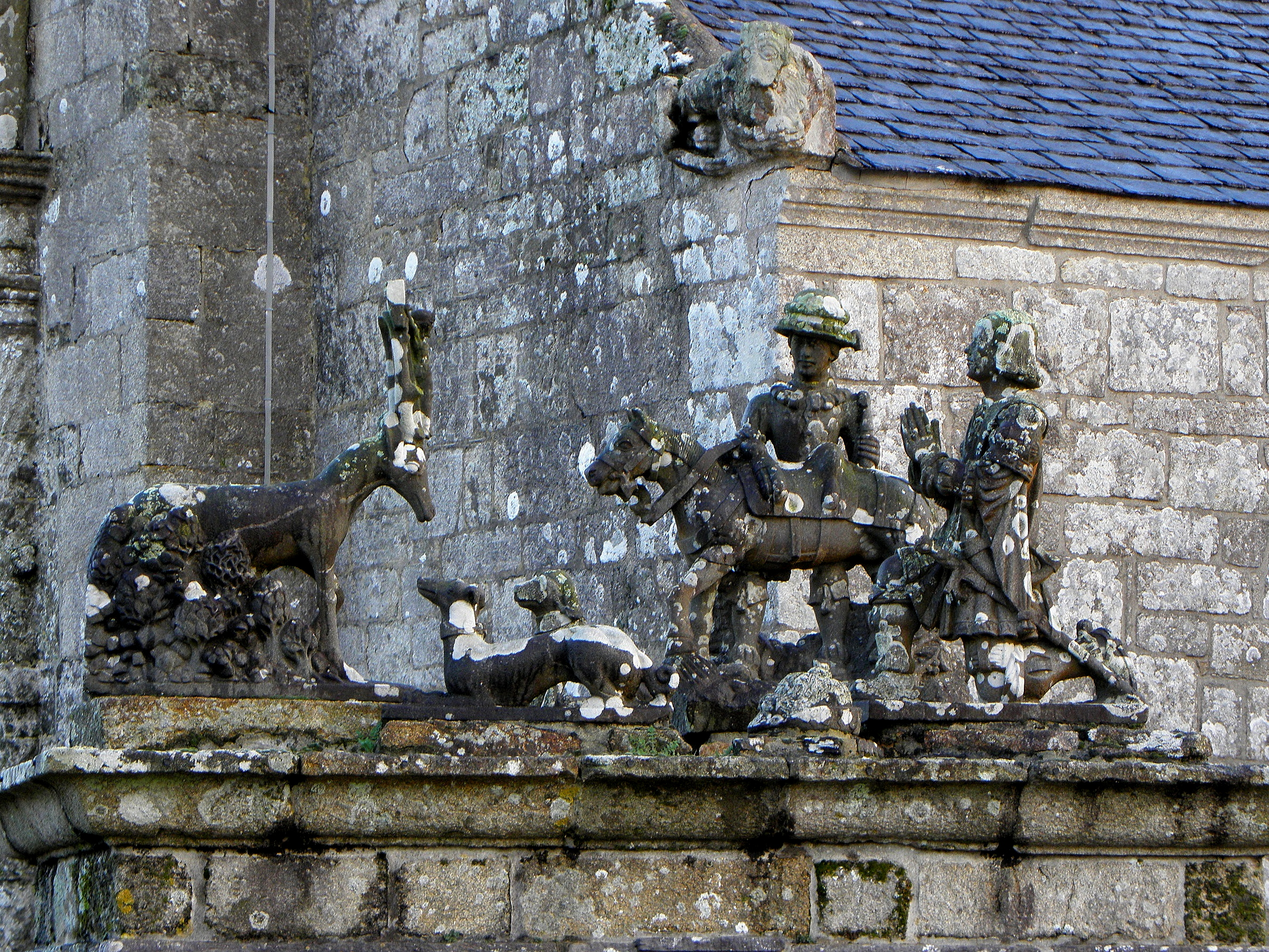
Skulpturengruppe Die Jagd des heiligen Hubertus an der Fassade der Kirche St-Jérôme (16. Jahrhundert)

- Monuments historiques (Objekte) in Cast in der Base Palissy des französischen Kultusministeriums